# I Can Hear Your Voice
I Can Hear Your Voice (en hangul, 너의 목소리가 들려; romanización revisada, Neoui Moksoriga Deulryeo) titulada en español como Oigo Tu Voz y La voz de tu amor, es una serie de televisión surcoreana transmitida por Seoul Broadcasting System desde el 5 de junio hasta el 1 de agosto de 2013, se centra en una combinación de un procedimiento judicial y comedia romántica con elementos de fantasía de un joven que escucha los pensamientos de los demás, que junto a una abogada y un defensor público es ayudado a desenredar su propia historia y enfrentar al criminal que le cambio la vida.
Es protagonizada por Lee Bo Young como la abogada amordazada sin miedo a decir lo que piensa, Lee Jong Suk como el joven de 19 años que escucha los pensamientos de los demás y Yoon Sang Hyun como el defensor público, apasionado por su trabajo. Fue inicialmente planeada para finalizar tras 16 episodios, pero debido al éxito fue extendida en 2 adicionales.

## Argumento
Después de superar la pobreza y una infancia difícil, Jang Hye Sung (Lee Bo Young) se convierte en una abogada, específicamente defensora pública. Su vida cambia cuando se encuentra con Park Soo Ha (Lee Jong Suk), un estudiante de secundaria con la capacidad sobrenatural de leer los pensamientos de la gente mirando en sus ojos, y el policía que se convirtió en abogado Cha Gwan Woo (Yoon Sang Hyun) que es alegre e idealista, aunque un poco de un idiota.
Soo Ha ganado su habilidad de leer la mente después de presenciar a su padre siendo asesinado diez años antes. La muerte de su padre había sido inicialmente descartado como un accidente de coche hasta que Hye Sung cuando era una chica de secundaria (Kim So Hyun), dio testimonio decisivo en la corte a pesar de las amenazas del asesino (Jung Woong-in), y Soo Ha la ha buscado desde entonces para cumplirle una promesa que le hizo en la niñez de poder protegerla del maleante.

## Reparto

### Personajes principales
- Lee Bo Young como Abogada Jang Hye Sung. 
  - Kim So Hyun como Jang Hye Sung (15 años de edad).
- Lee Jong Suk como Park Soo Ha / Lee Soon Go.
  - Goo Seung Hyun como Park Soo Ha (9 años de edad).
- Yoon Sang Hyun como Abogado Cha Gwan Woo.
- Lee Da Hee como Fiscal Seo Do Yeon. 
  - Jung Min Ah como Seo Do Yeon (15 años de edad).

### Personajes secundarios
- Jung Woong-in como Min Joon-Gook.[5][6]
- Yoon Joo Sang como Abogado Shin Sang Deok.
- Choi Sung Joon como Choi Yoo Chang.
- Kim Kwang-kyu como Juez Kim Gong Sook.
- Kim Ga Eun como Go Sung Bin.
- Park Doo Shik como Kim Choong Ki.
- Kim Hae Sook como Eo Choon Shim.
- Kim Byeong-ok como Hwang Dal-jung.
- Jung Dong Hwan como Juez Seo Dae Suk.
- Jang Hee Soo como Madre de Do Yeon.
- Jo Deok Hyeon como Park Joo Hyuk.
- Kim Soo Yeon como Moon Dong Hee.
- Jang Hee Woong como Fiscal Jo (Mr Glass-like Hair).

### Otros personajes
- Kim Hye-yoon como Kim Yeon-jin (ep. #1)
- Dong Hyun-bae como un oficial de la policía (ep. #4)
- Park Sung-joon
- Han Ki-woong como Jeong Pil-seung (ep. #4-6)

### Apariciones especiales
- So Yi Hyun como Abogada de Joon Gook (ep. #1 y #12)
- Kim Sung Kyun como Detective (ep. #1).
- Han Ki Won como Jeong Pil Jae (ep. #4-6)
- Han Ki Woong como Jeong Pil Seung (ep. #4-6).
- Lee Byung Joon como Jefe del Periódico (ep. #7).
- Kim Hwan como Presentador de noticias (ep. #8).
- Kim Gi Cheon como Estafador ciego (ep. #9).
- Kim Hak Rae como Cliente de spa (ep. #10).
- Kim Mi Kyung como Jeon Young Ja / Seon Chae Ok (ep. #12-16).
- Ahn Moon Sook como Jefe del orfanato (ep. #13).
- Kim Min Jong como Abogado Choi Yoon (ep. #14).
- Um Ki Joon como Abogado Um Ki Joon (ep. #14).
- Pyeon Sang Wook como Presentador de noticias (ep. #15).
- Kim Mi Ryu como Vendedor de la tienda (ep. #16).
- Ahn Young Mi como Cliente de la tienda (ep. #16).
- Kangnam (M.I.B) como Carterista (ep. #17).
- Jung Man-sik como Entrevistador de academia de policía (ep. #18).

## Recepción

### Audiencia
En Azul la audiencia más baja y en rojo la más alta, correspondientes a las empresas medidoras TNms y AGB Nielsen.
| Ep. #    | Fecha de estreno    | Título del episodio                                    | Share        | Share        | Share       | Share       |
| Ep. #    | Fecha de estreno    | Título del episodio                                    | TNmS Ratings | TNmS Ratings | AGB Nielsen | AGB Nielsen |
| Ep. #    | Fecha de estreno    | Título del episodio                                    | Nacional     | Seúl         | Nacional    | Seúl        |
| -------- | ------------------- | ------------------------------------------------------ | ------------ | ------------ | ----------- | ----------- |
| 1        | 5 de junio de 2013  | I Hear Your Voice                                      | 7.8 %        | 8.9 %        | 7.7 %       | 9.0 %       |
| 2        | 6 de junio de 2013  | Bad Girl, Good Girl                                    | 11.6 %       | 13.6 %       | 12.7 %      | 14.0 %      |
| 3        | 12 de junio de 2013 | I'll be there                                          | 14.0 %       | 16.5 %       | 15.0 %      | 16.5 %      |
| 4        | 13 de junio de 2013 | Him in My Vague Memory                                 | 17.3 %       | 20.1 %       | 16.1 %      | 17.5 %      |
| 5        | 19 de junio de 2013 | Words That Can't Be Trusted                            | 16.6 %       | 19.3 %       | 16.1 %      | 17.7 %      |
| 6        | 20 de junio de 2013 | Me, Abandoned All Alone at the Edge of the World       | 16.6 %       | 19.9 %       | 17.8 %      | 19.9 %      |
| 7        | 26 de junio de 2013 | Why Is a Sad Premonition Never Wrong?                  | 15.1 %       | 17.0 %       | 16.1 %      | 18.4 %      |
| 8        | 27 de junio de 2013 | For Whom Are You Living?                               | 18.1 %       | 20.7 %       | 16.4 %      | 18.1 %      |
| 9        | 3 de julio de 2013  | If Even You Leave in Difficult Days                    | 17.3 %       | 20.5 %       | 17.9 %      | 19.4 %      |
| 10       | 4 de julio de 2013  | Why Am I Lost Searching for Painful Memories?          | 19.8 %       | 23.2 %       | 19.7 %      | 20.9 %      |
| 11       | 10 de julio de 2013 | I'm Sorry, I Hate You                                  | 22.2 %       | 26.0 %       | 22.1 %      | 24.6 %      |
| 12       | 11 de julio de 2013 | Etude of Memories                                      | 22.2 %       | 25.8 %       | 22.8 %      | 24.8 %      |
| 13       | 17 de julio de 2013 | The One Word in My Heart That I Can't Keep Inside      | 22.6 %       | 25.7 %       | 21.6 %      | 23.7 %      |
| 14       | 18 de julio de 2013 | Things That I Have to Be Silent in My Memory           | 23.6 %       | 27.9 %       | 23.1 %      | 26.2 %      |
| 15       | 24 de julio de 2013 | I Don't Ruin Anything                                  | 24.2 %       | 27.4 %       | 23.0 %      | 24.8 %      |
| 16       | 25 de julio de 2013 | The Thieving Magpie Overture                           | 25.2 %       | 28.1 %       | 24.1 %      | 26.7 %      |
| 17       | 31 de julio de 2013 | Without Your Eyes, I Can't Even See in Front of Myself | 23.7 %       | 25.8 %       | 22.3 %      | 24.7 %      |
| 18       | 1 de agosto de 2013 | Through the Light in the Darkness, You Remain with Me  | 26.2 %       | 29.0 %       | 23.1 %      | 24.8 %      |
| Promedio | Promedio            | Promedio                                               | 19.1 %       | 22.0 %       | 18.8 %      | 20.7 %      |

### Premios y nominaciones
| Año  | Premio                                  | Categoría                                               | Nominado                               | Resultado |
| ---- | --------------------------------------- | ------------------------------------------------------- | -------------------------------------- | --------- |
| 2013 | Mnet 20's Choice Awards                 | 20's Drama Star - Masculino                             | Lee Jong Suk                           | Nominado  |
| 2013 | Mnet 20's Choice Awards                 | 20's Drama Star - Femenino                              | Lee Bo Young                           | Nominada  |
| 2013 | Korea Drama Awards                      | Premio a la mejor pareja                                | Lee Jong Suk y Lee Bo Young            | Ganadores |
| 2013 | Korea Drama Awards                      | Premio a la excelencia, actor                           | Lee Jong Suk                           | Ganador   |
| 2013 | Korea Drama Awards                      | Premio a la excelencia, actriz                          | Lee Da Hee                             | Nominada  |
| 2013 | Korea Drama Awards                      | Premio a la top excelencia, actor                       | Jung Woong-in                          | Ganador   |
| 2013 | Korea Drama Awards                      | Mejor escritor                                          | Park Hye Ryun                          | Nominada  |
| 2013 | Korea Drama Awards                      | Mejor director de producción                            | Jo Soo Won                             | Ganador   |
| 2013 | Korea Drama Awards                      | Mejor drama                                             | I Can Hear Your Voice                  | Nominados |
| 2013 | Korea Drama Awards                      | Gran Premio (Daesang)                                   | Lee Bo Young                           | Ganadora  |
| 2013 | 2nd APAN Star Awards                    | Premio a la mejor pareja                                | Lee Jong Suk y Lee Bo Young            | Ganadores |
| 2013 | 2nd APAN Star Awards                    | Premio actuando, actor                                  | Jung Woong-in                          | Ganador   |
| 2013 | 2nd APAN Star Awards                    | Premio a la excelencia, actor                           | Lee Jong Suk                           | Ganador   |
| 2013 | 2nd APAN Star Awards                    | Premio a la top excelencia, actriz                      | Lee Bo Young                           | Ganadora  |
| 2013 | Mnet Asian Music Awards                 | Mejor banda sonora                                      | Why Did You Just Come Now? - Jung Yeop | Nominado  |
| 2013 | Korean Culture and Entertainment Awards | Premio a la top excelencia, actor en un drama           | Lee Jong Suk                           | Ganador   |
| 2013 | Korean Culture and Entertainment Awards | Gran Premio Hallyu                                      | Lee Jong Suk                           | Ganador   |
| 2013 | SBS Drama Awards                        | Nuevo premio estrella                                   | Lee Da Hee                             | Ganadora  |
| 2013 | SBS Drama Awards                        | Las 10 estrellas                                        | Lee Bo Young                           | Ganadora  |
| 2013 | SBS Drama Awards                        | Las 10 estrellas                                        | Lee Jong Suk                           | Ganador   |
| 2013 | SBS Drama Awards                        | Actor/Actriz del año (seleccionados por los directores) | Lee Bo Young                           | Ganadora  |
| 2013 | SBS Drama Awards                        | Premio especial, actor en una miniserie                 | Jung Woong-in                          | Ganador   |
| 2013 | SBS Drama Awards                        | Premio especial, actor en una miniserie                 | Kim Kwang-gyu                          | Nominado  |
| 2013 | SBS Drama Awards                        | Premio especial, actriz en una miniserie                | Kim Hae Sook                           | Nominada  |
| 2013 | SBS Drama Awards                        | Premio a la excelencia, actor en una miniserie          | Lee Jong Suk                           | Ganador   |
| 2013 | SBS Drama Awards                        | Premio a la excelencia, actor en una miniserie          | Yoon Sang Hyun                         | Nominado  |
| 2013 | SBS Drama Awards                        | Premio a la excelencia, actriz en una miniserie         | Lee Da Hee                             | Nominada  |
| 2013 | SBS Drama Awards                        | Premio a la alta excelencia, actriz en una miniserie    | Lee Bo Young                           | Nominada  |
| 2013 | SBS Drama Awards                        | Gran Premio (Daesang)                                   | Lee Bo Young                           | Nominada  |
| 2014 | 50th Baeksang Arts Awards               | Actor más popular (TV)                                  | Lee Jong Suk                           | Nominado  |
| 2014 | 50th Baeksang Arts Awards               | Actor más popular (TV)                                  | Yoon Sang Hyun                         | Nominado  |
| 2014 | 50th Baeksang Arts Awards               | Actriz más popular (TV)                                 | Lee Bo Young                           | Nominada  |
| 2014 | 50th Baeksang Arts Awards               | Mejor actor (TV)                                        | Lee Jong Suk                           | Nominado  |
| 2014 | 50th Baeksang Arts Awards               | Mejor actriz (TV)                                       | Lee Bo Young                           | Ganadora  |
| 2014 | 50th Baeksang Arts Awards               | Mejor director (TV)                                     | Jo Soo Won                             | Nominado  |
| 2014 | 50th Baeksang Arts Awards               | Mejor drama                                             | I Can Hear Your Voice                  | Nominados |
| 2014 | Seoul International Drama Awards        | Mejor banda sonora                                      | Echo - Every Single Day                | Nominado  |
| 2014 | Seoul International Drama Awards        | Mejor banda sonora                                      | Why Did You Just Come Now? - Jung Yeop | Nominado  |
| 2014 | Seoul International Drama Awards        | Mejor drama coreano                                     | I Can Hear Your Voice                  | Nominados |

## Banda sonora
| Track listing |                                                   |                  |          |  |
| N.º           | Título                                            | Artista          | Duración |  |
| 1.            | «에코» (Echo; Tema principal)                     | Every Single Day | 4:01     |  |
| 2.            | «왜 이제야 왔니?» (Why Did You Just Come Now?)    | Jung Yeop        | 3:55     |  |
| 3.            | «우리 사랑했던 날들» (The Days We Were Happy)     | Na Rae           | 4:22     |  |
| 4.            | «너에겐 들리지 않는 그 말» (Words You Can't Hear) | Shin Seung Hun   | 3:42     |  |
| 5.            | «돌고래» (Dolphins)                               | Every Single Day | 3:04     |  |
| 6.            | «두눈에. 두볼에. 가슴에» (In My Eyes)             | Kim Yeonji       | 3:31     |  |
| 7.            | «달콤하게 랄랄라» (Sweetly Lalala)                | Melody Day       | 3:23     |  |
| 8.            | «Echo» (Versión acústica)                         | Every Single Day | 3:28     |  |
| 9.            | «Echo Strings»                                    | Varios artistas  | 3:20     |  |
| 10.           | «Sea and Stars»                                   | Varios artistas  | 3:22     |  |
| 11.           | «Breaking Moment»                                 | Varios artistas  | 3:13     |  |
| 12.           | «Sus 4»                                           | Varios artistas  | 2:25     |  |
| 13.           | «Return»                                          | Varios artistas  | 3:17     |  |
| 14.           | «Don't Forget»                                    | Varios artistas  | 2:30     |  |
| 15.           | «Circus in Court Strings»                         | Varios artistas  | 2:35     |  |
| 16.           | «Unhappy Misery»                                  | Varios artistas  | 4:20     |  |
| 17.           | «Echo Arp.»                                       | Varios artistas  | 4:02     |  |

## Emisión internacional
- Canadá: All TV (2013) y Fairchild TV (2016).
- China: Anhui TV (2015).
- Chile: ETC (2019).
- Costa Rica: Teletica (2017).
- Ecuador: Teleamazonas (2016).
- Estados Unidos: Pasiones TV (2016).
- Filipinas: GMA Network (2014).
- Hong Kong: Entertainment Channel (2013), No. 1 Channel (2014) y TVB J2 (2014).
- Indonesia: One TV Asia.
- Israel: Viva Platina.[13]
- Japón: WOWOW y KNTV.[14][15]
- Malasia: One TV Asia y 8TV (2015).
- Perú: Panamericana Televisión (2016) y Willax Televisión (2020).
- Singapur: Channel U (2014).
- Sri Lanka: Sirasa TV (2015-2016).
- Tailandia: Workpoint TV (2014).
- Taiwán: GTV y ELTA TV.
- Vietnam: HTV3.